# バーンパコン郡
座標: 北緯13度32分34秒 東経100度59分38秒 / 北緯13.54278度 東経100.99389度
バーンパコン郡（バーンパコンぐん）はタイ中部・チャチューンサオ県にある郡（アムプー）。

## 名称
バーンパコンとは「コンに出くわす水辺の村」という意味である。「コン」とはコーンカーンの木、すなわちオオバヒルギ (ต้นโกงการ, Rhizophora mucronata) のことであるとされる。かつて、オオバヒルギが多く生えていたからこの名前が付いたとされる。

## 歴史
バーンパコン郡は1907年に設立された。郡庁はまずワット・ボンコンカーラームにおかれ、翌年にタムボン・ターサアーンのバーンパコン川沿いに移動した。

## 地理
バーンパコン川の形成した平地にあり、郡内の海抜は1-2m程度である。海に面した場所は泥地になっている。バーンパコーン川は郡内では半年ごとに、淡水と海水が入れ替わる。郡内の主な水源はバーンパコン川である。
交通は、国道34号線が東に通っておりバンコク方面に、またバンコク＝チョンブリー・モーターウェイおよびバーンナー＝トラート高速道路が北西か南東に向かって通っており、北西にバンコク方面、南東にチョンブリー方面に向かって延びている。国道3号線が西から南に向かって通っており、西にサムットプラーカーン方面、南にチョンブリー方面と通じる。国道314号線が北に延びておりチャチューンサオ方面と通じる。

## 経済
郡内の主要な産業は農業、漁業、工業、商業などである。農業生産品はコメなど。漁業ではエビや魚の養殖が盛んである。商業ではサービス業、小売業、観光業などがさかん。また郡内には、バーンパコン発電所やウェルグロウ工業団地、バーンパコン工業団地などがあり県内の一大工業地となっている。

## 行政区分
郡は12のタムボンに分けられ、さらにその下位に107の村（ムーバーン）がある。自治体（テーサバーン）があり、以下のようになっている。
- テーサバーンタムボン・バーンパコン・・・タムボン・バーンパコンの一部
- テーサバーンタムボン・ターサアーン・・・タムボン・ターサアーンの一部
- テーサバーンタムボン・ターカーム・・・タムボン・ターカームの一部
- テーサバーンタムボン・ホームシーン・・・タムボン・ホームシーンの一部
- テーサバーンタムボン・バーンウワ・・・たむぼん・バーンウワ、タムボン・バーンサマック、タムボン・バーンクルアの一部

また、郡内には12のタムボン行政体（オンカーンボーリハーンスワンタムボン）がある。
1. タムボン・バーンパコン・・・ตำบลบางปะกง
2. タムボン・ターサアーン・・・ตำบลท่าสะอ้าน
3. タムボン・バーンウワ・・・ตำบลบางวัว
4. タムボン・バーンサマック・・・ตำบลบางสมัคร
5. タムボン・バーンプン・・・ตำบลบางผึ้ง
6. タムボン・バーンクルア・・・ตำบลบางเกลือ
7. タムボン・ソーンクローン・・・ตำบลสองคลอง
8. タムボン・ノーンチョーク・・・ตำบลหนองจอก
9. タムボン・ピムパー・・・ตำบลพิมพา
10. タムボン・ターカーム・・・ตำบลท่าข้าม
11. タムボン・ホームシーン・・・ตำบลหอมศีล
12. タムボン・カオディン・・・ตำบลเขาดิน